# Gladys Kazadi
 (février 2025).
Gladys Kazadi, de son nom de naissance Gladys Kazadi Muanangabu Kaniki, est une femme politique belge francophone, née le 20 avril 1994 à Nivelles. Elle est membre du parti politique Les Engagés, anciennement Centre démocrate humaniste (cdH).
Elle est députée au Parlement de la Région de Bruxelles-Capitale et siège au Parlement de la Fédération Wallonie-Bruxelles ou Parlement de la Communauté Française de Belgique. Le 14 octobre 2018, elle est élue conseillère communale à Berchem-Sainte-Agathe. En 2021, elle devient Échevine de la Santé, des Seniors et relations intergénérationnelles, des Familles et parentalité pour la même commune.
En 2022, elle devient Vice-présidente de son parti politique Les Engagés.

## Biographie

### Enfance
Sportive, elle pratiqua l'athlétisme[Quand ?] et elle remporta le championnat de Bruxelles en 300 m haies.

### Diplômes et brevets
Kazadi est titulaire du bachelier en Sciences politiques de l’Université Saint-Louis Bruxelles et du master en Sciences Politiques orientation Relations Internationales de l'Université Catholique de Louvain.
Elle est active dans le secteur associatif et de la jeunesse,[style à revoir], elle possède un brevet d'animatrice.

### Engagement politique
Elle commence sa carrière politique en 2015, au sein du Centre démocrate humaniste.
Elle est élue députée en mai 2019 au Parlement de la Région de Bruxelles-Capitale et est par ailleurs conseillère communale à Berchem-Sainte-Agathe depuis le 14 octobre 2018. Elle a été collaboratrice[Quand ?] au sein du cabinet de Céline Fremault, ministre bruxelloise de l'Environnement.
.D'origine congolaise, Kazadi milite pour le  multiculturalisme dans la Région de Bruxelles-Capitale.[style à revoir].

## Parcours politique
- Depuis le 26 Mai 2019 : Députée au Parlement Bruxellois
- Depuis le 14 octobre 2018 : Conseillère communale à Berchem-Sainte-Agathe